# Courcoury
Courcoury är en kommun i departementet Charente-Maritime i regionen Nouvelle-Aquitaine i västra Frankrike. Kommunen ligger  i kantonen Saintes-Est som ligger i arrondissementet Saintes. År 2022 hade Courcoury 717 invånare.

## Befolkningsutveckling
Antalet invånare i kommunen Courcoury
Referens:INSEE